# Rachid Ammar
Rachid Ammar (arabe : رشيد عمار), né à Sayada et âgé entre 63 et 65 ans en 2011,, est un général tunisien.
Au sein de l'armée tunisienne, il exerce la fonction de chef d'état-major de l'Armée de terre et de chef d'État-Major des armées,.

## Biographie
Après une scolarité à Sayada, puis au lycée à Sousse, Ammar entre à l'Académie militaire de Fondouk Jedid et fait partie de la première promotion sortie en 1968-1969. À partir de 1974, il suit une formation à l'École d'état-major de Compiègne et ensuite à l'École de guerre de Paris. Il occupe, à son retour de France, le poste de directeur-commandant de l'académie militaire.
Nommé attaché militaire auprès de l'ambassade de Tunisie en France, le colonel-major Ammar est promu comme chef d'état-major de l'Armée de terre après que le titulaire, le général de brigade Abdelaziz Skik, ait été tué dans un crash d'hélicoptère en 2002 ; le crash tue également cinq colonels, quatre majors et deux lieutenants.
En juin 2010, Ammar est promu général de corps de l'armée de terre,.
Le 13 janvier 2011, il refuse les ordres du président Zine el-Abidine Ben Ali de tirer sur les protestataires participant à la révolution,. Ben Ali le démet alors pour désobéissance et l'assigne à résidence. Le 14 janvier, Ben Ali fuit le pays et Ammar est rétabli dans ses fonctions,. Cette version des faits est démentie ultérieurement par le ministre de la Défense Ridha Grira, qui affirme que Ammar était en poste le 14 janvier et avait été nommé coordinateur des opérations, et par Ali Seriati, qui a déclaré l'avoir contacté le 14 janvier sur instruction du président pour ramener des blindés de Zarzis vers la capitale.
Depuis le renversement de Ben Ali, et à la suite de son attitude pendant la révolution, Rachid Ammar jouit d'une popularité grandissante. Il est nommé chef d'État-Major des armées le 19 avril 2011,,. Le 24 juin 2013, il annonce qu'il quitte ses fonctions afin de bénéficier de son droit à la retraite,,.

## Décorations
- Commandeur (21 mars 1996)[19] puis grand cordon (24 juin 2013)[20] de l'Ordre de la République tunisienne ;
- Grand officier de l'Ordre du 7-Novembre (12 février 2008)[21].